# Франсоа Мансар
Франсоа̀ Манса̀р (на френски: François Mansart) е френски архитект с важен принос за установяването на класицизма в бароковата архитектура от средата на 17 век във Франция.

## Биография
Роден е на 13 януари 1598 година в Париж, Кралство Франция, внук на майстор зидар и син на майстор дърводелец. Фактически без системно образование, след смъртта на баща му през 1610 г. обучението му е поето от роднина – съпруг на по-голяма негова сестра, който е архитект и скулптор. По-късно работи като помощник (чирак) при Саломон де Брос (Salomon de Brosse), изтъкнат и успешен архитект по време на царуването на Анри IV и регентството на Мария Медичи, и е силно повлиян от него.
Негов племенник е архитектът Жул Ардуен-Мансар.
Умира на 23 септември 1666 година в Париж на 68-годишна възраст.

## Творчество
Залезът на кариерата на Саломон де Брос благоприятства началото на творческия път на Франсоа Мансар като архитект. Кариерата му може да бъде проследена от 1623 г. с проектирането на фасадата на църква в Париж, последвано с годините от редица дворци, църкви и други сгради. При реконструкцията на двореца на Гастон Орлеански в Блоа (1635 – 1638) покривът е направен с рязко различаващи се наклони на горната и долната му част, като долната е много по-стръмна и на места прорязана от капандури. Този вид покрив по името на Франсоа Мансар се нарича мансарда, независимо че е прилаган – включително и във Франция, и от по-ранни архитекти.
Най-цялостно съхранената творба на Франсоа Мансар е дворецът „Мезон“, днес в парижкото предградие Мезон Лафит.

## Галерия
- Château de Balleroy (1631), най-ранната творба на Мансар, оцеляла до днес
- Temple du Marais (1632 – 1634), построена като Църква на Дева Мария на ангелите
- Дворецът „Мезон“ (1641 – 1650)
- Notre-Dame du Val-de-Grâce (1645 – 1646), построена за Ана Австрийска
- Hôtel Carnavalet (1660 – 1661)
- Hôtel de la Vrillière, преименуван на Hôtel de Toulouse (1635 – 1650), по-късно Banque de France